# لوسيوس فريدريك هابارد
لوسيوس فريدريك هابارد هو سياسي أمريكي، ولد في 26 يناير 1836 في تروي في الولايات المتحدة، وتوفي في 5 فبراير 1913 في مينيابوليس في الولايات المتحدة. نشط حزبياً في الحزب الجمهوري. وقد انتخب عضو مجلس ولاية مينيسوتا ‏ وانتخب حاكم مينيسوتا ‏ (10 يناير 1882 – 5 يناير 1887).